# Heteracris somalica
Heteracris somalica är en insektsart som först beskrevs av Popov, G.B. 1981.  Heteracris somalica ingår i släktet Heteracris och familjen gräshoppor. Inga underarter finns listade i Catalogue of Life.